# Eel River Cove
Eel River Cove é uma comunidade localizada no Condado de Restigouche, na província canadense de New Brunswick.
A região faz parte do vilarejo de Eel River Crossing.